# Phaenolobus amurensis
Phaenolobus amurensis är en stekelart som beskrevs av Dmitriy R. Kasparyan och Andrey Ivanovich Khalaim 2007. Phaenolobus amurensis ingår i släktet Phaenolobus och familjen brokparasitsteklar. Inga underarter finns listade i Catalogue of Life.